# Gilbert Biessy
Pour les articles homonymes, voir Biessy.
Gilbert Biessy, né le 20 juillet 1934 à Montferrat (Isère) et mort le 13 octobre 2015 à La Tronche, est un homme politique français.

## Biographie
Gilbert Biessy travaille comme technicien chez le fabricant d’équipements hydrauliques Neyrpic.
Il est conseiller municipal et adjoint au maire d'Échirolles à partir de mars 1971, avant de devenir maire de la commune en 1981. Exerçant cette fonction pendant dix-huit ans, il s'attache notamment à renover le centre-ville et à développer le réseau de tramway,.
Il siège à l'Assemblée nationale pendant trois mandats, de 1993 à 2007, dans le groupe communiste.
Il est élu député pour la 1re fois en 1993 dans la 2e circonscription de l'Isère avec 56,39 % contre 43,61 % pour le candidat UPF-UDF ; son prédécesseur Jean-Pierre Luppi (PS) est éliminé dès le 1er tour. En 1997, il se représente pour un deuxième mandat et arrive 1er avec 27,86 %, la candidate socialiste est deuxième avec 20,88 %. Le deuxième tour verra Gilbert Biessy l'emporter avec 100 % des voix, car la candidate PS s'était retirée avant la date butoir.
Il est réélu député au second tour en 2002 face à la candidate UMP avec 60,79 %. Il décide de ne pas se représenter en 2007 pour un 4e mandat ; mais soutient le dissident PCF Renzo Sulli, son successeur à la mairie d'Échirolles et au conseil général, qui fera face au candidat du parti, le maire de Saint-Martin-d'Hères René Proby. Ce duel fratricide entre les maires des deux principales communes de la circonscription aboutira à la perte durable de cette dernière par le PCF.
Gilbert Biessy a également été président du syndicat mixte des transports en commun de l'agglomération grenobloise à deux reprises, de 1977 à 1985 et de 1995 à 2001.
Il meurt le 13 octobre 2015 d'un accident vasculaire cérébral à l'âge de 81 ans à La Tronche.

## Synthèse des fonctions et des mandats
Mandats locaux
- 3 décembre 1999 - 18 mars 2001 : conseiller municipal d'Échirolles
- 14 mars 1971 - 12 mars 1977 : adjoint au maire d'Échirolles
- 13 mars 1977 - 29 novembre 1981 : adjoint au maire d'Échirolles
- 30 novembre 1981 - 13 mars 1983 : maire d'Échirolles
- 14 mars 1983 - 19 mars 1989 : maire d'Échirolles
- 20 mars 1989 - 18 juin 1995 : maire d'Échirolles
- 19 juin 1995 - 2 décembre 1999 : maire d'Échirolles
- 22 mars 1982 - 2 octobre 1988 : conseiller général du Canton d'Échirolles-Ouest
- 3 octobre 1988 - 17 avril 1993 : conseiller général du Canton d'Échirolles-Ouest
- 22 mars 1982 - 18 mars 1985 : vice-président du Conseil général de l'Isère

Mandats parlementaires
- 28 mars 1993 - 21 avril 1997 : député de la 2e circonscription de l'Isère
- 1er juin 1997 - 18 juin 2002 : député de la 2e circonscription de l'Isère
- 19 juin 2002 - 19 juin 2007 : député de la 2e circonscription de l'Isère